# 宮城縣公安委員會
宮城縣公安委員會（日语：／ Mayagiken kō'an-i'inkai */?）是由宮城縣知事所轄，負責管理宮城縣警察的行政委員會，由5名委員組成。

## 委員
- 委員長
  - 豬俣好正
- 委員
  - 相澤博彦
  - 森山博
  - 山口哲男
  - 庭野賀津子

## 下部組織
- 宮城縣警察

## 外部連結
- 宮城県公安委員会（页面存档备份，存于）